# ويليام جيمس أرمسترونغ
ويليام جيمس أرمسترونغ هو سياسي كندي، ولد في 31 أكتوبر 1826، وتوفي في 8 ديسمبر 1915.